# Nicolae Alexandru

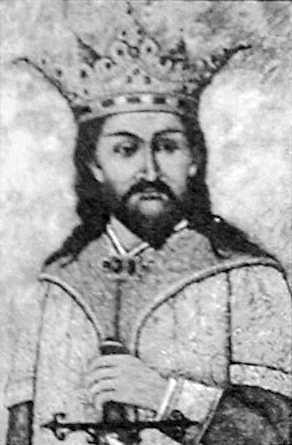
Nicolae Alexandru

Nicolae Alexandru was vorst van Walachije tussen 1352 en november 1364. Hij had de troon geërfd van zijn beroemde vader, Basarab I. 
In het jaar 1359, richtte hij de Oostelijke Orthodoxe Metropolitaanse zetel van Walachije op. 
Na zich aanvankelijk te verzetten tegen Hongarije, om van Walachije geen vazalstaat te maken, gaf hij zich in 1354 over aan Lodewijk I van Hongarije, erkende het recht van de Rooms-Katholieke Kerk in zijn vorstendom, evenals het voorrecht van Saksische handelaren uit Brașov, die niet meer hoefden te betalen om door Walachije te reizen. In 1355 bereikten Nicolae Alexandru en de Koning van Hongarije in ruil voor deze dingen een ander akkoord. Walachije moest met Severin betalen.